# آنا كاتارينا بلوك
آنا كاتارينا بلوك (بالألمانية: Anna Katharina Block) هي رسامة ألمانية، ولدت في 1642 في نورنبرغ في ألمانيا، وتوفيت في 19 يوليو 1719.